# ФК Младост Лончари
Фудбалски клуб Младост Лончари је клуб из Лончара. Основан је 1938. године, а тренутно се такмичи у Четвртој лиги Републике Српске.